# Puente Internacional Juárez-Lincoln
El Puente Internacional Juárez-Lincoln es uno de cuatro puentes internacionales de vehículos situados en la frontera entre Estados Unidos y México en la ciudad de Laredo, Texas (27°30′01″N 99°30′10″O / 27.500145, -99.502788). El puente conecta a Laredo con Nuevo Laredo, Tamaulipas. Es operado por la ciudad de Laredo y la Secretaría de Comunicaciones y Transportes de México. También se conoce como puente internacional 2 en Laredo y Nuevo Laredo. Hay seis carriles para el tráfico comercial y no comercial.

## Historia
El Puente Internacional de Juárez-Lincoln fue nombrado en honor del presidente mexicano Benito Juárez y del presidente de los Estados Unidos Abraham Lincoln por creencias de igualdad para todos. Fue construido para aliviar tráfico en Puente Internacional Portal a las Américas y para acomodar el tráfico de las ciudades de crecimiento rápido de Laredo y Nuevo Laredo.

## Localización
Este puente está situado en el término sur de la autopista 35 en el área centro de Laredo, Texas y en los términos norteños de la carretera Luis Donaldo Colosio en Nuevo Laredo, Tamaulipas. Funciona las 24 horas al día. Cámara del Puente 2 en vivo

## Carril Sentri
Este puente cuenta con un carril dedicado para los usuarios Sentri, la entrada a este carril se encuentra en la intersección de la avenida 20 de noviembre (San Antonio) y el Bulevar Colosio.

## Siave
Se están realizando la ampliación de los andenes de revisión del sistema Siave, implementado por Aduanas México, sobre la calle 15 de Junio entre Avenida Leandro Valle y Jesús Carranza. Los terrenos donde se construye esta ampliación, fueron donados por el Municipio de Nuevo Laredo, previa compra, a la Aduana.